# Romulus Boilă
Romulus Boilă (n. 1881 – d. 1946) a fost membru al Partidului Național Român din Transilvania și Ungaria iar din 1926 al Partidului Național Țărănesc, deputat, senator, profesor universitar la Facultatea de Drept a Universității din Cluj, autor de studii, broșuri și lucrării în domeniul dreptului, membru în diferite societăți, culturale și bancare. De asemenea, a participat la Marea Adunare Națională de la Alba Iulia, organismul legislativ reprezentativ al „tuturor românilor din Transilvania, Banat și Țara Ungurească”, cel care a adoptat hotărârea privind Unirea Transilvaniei cu România, la 1 decembrie 1918.:p. 77

## Viața
Romulus Boilă s-a născut la 8 octombrie 1881, în localitatea Diciosânmartin (în prezent Târnăveni) din comitatul Târnava Mică. Începutul activității profesionale și a carierei sale politice se leagă de zona Târnavei Mici, părinții dar și rudele sale domiciliau în satul Gogan, care azi aparține comunei Bahnea. Fratele său a fost judecătorul Zaharia Boilă (1892-1976). 
Își începe studiile în Târnăveni, dar după terminarea școlii primare în 1891 urmează cursurile gimnaziului săsesc din Mediaș.
Între 1896-1899 a urmat gimnaziul superior romano-catolic din Cluj (gimnaziul condus de călugării piariști), unde a fost menționat ca ajutor de bibliotecar în cercul elevilor din clasa a VII-a, ca unul dintre câștigători unui concurs literar (lucrări în proză), dar și primul loc la gimnastica pe aparate. Între 1899-1903 a fost student la Facultatea de Drept din cadrul Universității Franz Joseph din Cluj. La scurt timp după absolvirea facultății susține două doctorate. Primul doctorat îl obține la 5 decembrie 1903 in domeniul stiintelor juridice, iar cel de-al doilea doctorat la 24 decembrie 1903 în domeniul științelor politice.
Din 1903 Romulus Boilă devine stagiar în cancelaria lui Iuliu Maniu din Blaj (Iuliu Maniu era în acel moment avocatul-jurisconsult al Mitropoliei Greco-Catolice). În calitate de stagiar călătorește în interes de studiu în 1905 la Paris și Berlin pentru a se pune la punct cu dreptul penal, economia politică, dar și cu concepte legate de filosofie și psihologie. Un an mai târziu a susținut „cenzura de avocat“ în fața comisiei de pe lângă Tabula Regia din Târgu Mureș, urmând să-și deschidă cabinet în Diciosânmărtin (Târnăveni). Ziarul Tribuna din Arad, ziar propagandistic al Partidului Național Român, îi facea oarecum reclamă prezentându-l ca „un avocat iscusit și un român de inimă”.
În 16 noiembrie 1907 s-a căsătorit cu Livia Pop. Aceasta provenea și ea la rândul ei dintr-o importantă familie transilvăneană. Tatăl ei, Ioan Pop, era fostul vicar greco-catolic de Năsăud, și președintele consiliului de administrare al Fondurilor Grănicerești, iar mama ei, Elena Maniu, era sora lui Iuliu Maniu. Căsătoria a avut loc la Catedrala din Blaj, fiind oficiată de canonicul Augustin Bunea, membru al Academiei Române.
Din căsătoria celor doi se vor naște șase copii: Romul (1909), Livia (1910), căsătorită cu doctor I. Sava, Ileana (1912), căsătorită cu dr. I. Cimoca, Cornelia (1914), căsătorită cu dr. Semproniu Lupaș, Iuliu Boilă (1916) și Ioan (1929).
Încă de la începutul carierei sale de avocat se implică și în viața politică. Numărul mic de funcționari români raportat la numărul de locuitori români în Transilvania îl determină pe Romulus Boilă să îmbine experiența din domeniul dreptului cu necesitățile politice ale momentului.
Încă din 1905 publică broșuri privind dreptul de alegător dietal sau comunal și se alătură activiștilor. Se pare că acest pas este făcut sub influența omului politic Iuliu Maniu, pentru care manifesta un real respect și care îl va susține la rândul său în ascensiunea sa politică.
În ianuarie 1905 pe când era încă stagiar, Romulus Boilă a fost desemnat delegat al românilor la Conferința Națională a Partidului Național Român din Transilvania care s-a ținut la Sibiu. La această conferință s-a adoptat activismul, și implicit reimplicarea în luptele electorale.
Din 1905 cunoaște o ascensiune rapidă în toate sferele activităților sale.

## Activitate politică
•în 1908 este ales membru în consiliul comitatului Târnava Mică
•19-20 ianuarie 1908 participă la ședința comună a cluburilor parlamentar și a comitetului central, ședință ce s-a desfășurat în Budapesta; la această întrunire s-a stabilit ca PNR devenea o secție a Clubului parlamentar al naționalităților; Romulus Boilă este numit cu această ocazie organizatorul clubului comitatens al partidului pentru comitatul Târnava Mică.
•la Conferința Națională de la Sibiu a Partidului Național Român din 5 aprilie 1910, Romulus Boilă a fost ales membru executiv al partidului;
•20 aprilie cu ocazia demisiei guvernului Wekerle și numirea guvernului contelui Khuen-Hedervary ține un discurs în limba română în care critică abuzurile savârșite de cortești și organele administrative;
•în 1910 pune bazele „Românului Târnăvean” alături de Simion Caluțiu, Emil Folea, Ioan Radeș, Vasile Zehan, Virgil Radeș și Zaharia Boilă; aceasta era prima publicație în limba română din comitatul Târnava Mică;
•participă la alegerile din 1 iunie 1910, dar pierde datorită legii electorale în vigoare și a abuzurilor autoritaților;
•la 13 aprilie 1912 – comuna Diciosânmărtin este ridicată la rangul de oraș; din cei 30 de consilieri ai orașului Romulus Boilă era singurul român;
•participă la adunarea de la Alba-Iulia din 29 mai 1912, alături de mari personalități ale vremii, împotriva înființării episcopiei de Hajdudorogh;
•Comitetul Național al Partidului Național Român i-a însărcinat pe Victor Onișor, Valeriu Moldovan și Romulus Boilă cu elaborarea unui „proiect de lege a votului universal, egal, direct și secret”;
•Pe parcursul Primului Război Mondial a fost trimis pe frontul din Polonia și apoi pe cel din Italia;
•A participat la Marea Adunare Națională de la Alba Iulia din 1 decembrie 1918. La 2 decembrie 1918 este ales membru al Consiliului Dirigent. Lui Romulus Boilă i s-a încredințat Resortul Comunicației, lucrări publice, poșta, telegraf și alimentație;

## Activitatea socio-economică
La scurt timp după ce devine membru al Despărțământului Diciosânmărtin este ales vicepreședinte al acestei organizații în august 1906 (președinte era Simion Caluțiu ).
În perioada 1910-1914 ocupa funcția de președinte al despărțământului, relansând activitatea acestuia.
Se implică în susținerea sau organizarea de prelegeri populare, organizarea unor biblioteci, înființarea de bănci, etc.
În 1907 Romulus Boilă a înființat banca „Vulturul”, a doua bancă românească din comitat, care se alătură filialei băncii sibiene „Albina”, fiind directorul acestui institut de credit și  economii până în 1914 când a fost mobilizat pe front.
În 1908 este unul dintre cei mai importanți protestatari împotriva proiectului Andrassy. În 1910-1914 – susținerea și organizarea de prelegeri populare cu caracter economic (cultivarea rațională a pământului, cultivarea legumelor, pomicultura, stupăritul, cultivarea viței de vie, importanta meșteșugăritului și a negoțului), cu caracter educativ (importanța cunoașterii scrisului și cititului etc.).
Numele său se leagă și de preluarea Universității din Cluj, după evenimentele rezultate după Marea Unire. Ulterior va ajunge chiar profesor universitar la Facultatea de Drept a Universității Dacia Superioară din Cluj, ajungând chiar decan (1923-1924; 1929-1930; 1932-1935) și prodecan (1924-1925; 1928-1929; 1930-1931).
După evenimentele din decembrie 1918, Romulus Boilă își va dedica o mare parte a timpului său pentru studiul dreptului constituțional, publicând mai multe lucrări cu această temă, dar nu lasă în urmă nici cariera politică. Membru de seama al Partidului Național Țărănesc (în 1926 Partidul Național Român din Transilvania fuzionează cu  Partidul Țărănesc din România, luând naștere astfel Partidul Național Țărănesc), Romulus Boilă a deținut  portofoliu de deputat, senator și  vicepreședinte al Senatului între 1928-1929.